# Балка Довжичок
Балка Довжичок, Довжик — балка (річка) в Україні у Антрацитівському районі Луганської області. Ліва притока річки Міусу (басейн Азовського моря).

## Опис
Довжина балки приблизно 9 км, найкоротша відстань між витоком і гирлом — 8,36 км, коефіцієнт звивистості річки — 1,07. Формується декількома безіменними струмками та загатами.

## Розташування
Бере початок у селищі Індустрія. Тече переважно на південний захід і на північно-східній околиці села Грабове впадає в річку Міус (Грабівське водосховище).

## Цікаві факти
- Від витоку балки на північно-східній стороні на відстані приблизно 1,14 км пролягає автошлях М03[4] ().
- У XX столітті на балці існували молочно-, птице-тваринні ферми (МТФ, ПТФ), водокачки, терикони, газгольдер, декілька газових свердловин та шахта Садово-Хрустальненська[1].